# Robert Lee Satcher
Robert Lee Satcher dr. (Hampton, Virginia, 1965. szeptember 22. –) amerikai mérnök, űrhajós.

## Életpálya
1982-ben az Olar High School (Dél-Karolina) keretében diplomázott. 1986-ban a Massachusetts Institute of Technology (MIT) keretében vegyészmérnöki oklevelet szerzett. 1993-ban a MIT keretében vegyészetből doktorált (PhD.). 1994-ben a Harvard Medical School keretében orvosi vizsgát tett. 1994-2000 között az University of California (Berkeley) posztdoktori ösztöndíjasa. 2000-2001 között az University of Florida ortopéd ösztöndíjasa. Több kórház tudományos munkatársa.
2004. május 6-tól a Lyndon B. Johnson Űrközpontban részesült űrhajóskiképzésben. Egy űrszolgálata alatt összesen 10 napot, 19 órát, 16 percet  (259 óra) töltött a világűrben. Űrhajós pályafutását 2011. szeptember 9-én fejezte be.

## Űrrepülések
STS–129, a  Atlantis űrrepülőgép 31., repülésének pilótája. Személyzet csere végrehajtása. Továbbá az ExPRESS Logistics Carrier 1 (ELC1) és az ExPRESS Logistics Carrier 2 (ELC2) rácsszerkezeteket az űrállomás külső felületére. Az Atlantis fedélzetén repült az épülés alatt álló Dragon űrhajó kommunikációs rendszere is, melyet a repülés során teszteltek. Visszafelé bepakolták a csomagoló anyagokat, kutatási eredményeket, a szemetet. Első űrszolgálata alatt összesen 10 napot, 19 órát, 16 percet  (259 óra) töltött a világűrben. Kettő űrséta (kutatás, szerelés) alatt összesen 12 órát és 19 percet töltött a világűrbe. 7 226 177 kilométert (4 490 138 mérföldet) repült, 171 kerülte meg a Földet.